# ناحیه شهید بینظیرآباد
ناحیه شهید بینظیرآباد (به انگلیسی: Shaheed Benazirabad District) یکی از ناحیه‌های پاکستان در پاکستان است که در ایالت سند واقع شده‌است. ناحیه شهید بینظیرآباد ۴٬۵۰۲ کیلومتر مربع مساحت و ۱٬۶۱۲٬۸۴۷ نفر جمعیت دارد.